# Activité socioéconomique
Pour les articles homonymes, voir Activité.
L'activité socioéconomique concourt à la transformation d'un produit, d'une prestation ou d'un service.
Dans les domaines de l'analyse du travail, de l'ergonomie, de l'Ingénierie de la formation et des Ressources humaines, le terme « activité » est également utilisé dans un sens plus précis : il désigne alors un ensemble distinct d'actions identifiées, organisé selon un processus logique, observable en tant que tel. Il peut désigner aussi une ou plusieurs tâches exécutées par un ou plusieurs employés à l'intérieur d'un processus.
Plus prosaïquement, l'activité constitue alors, dans cette perspective, une réponse à la question : « Que fait concrètement ce salarié dans cet emploi ? »
En effet, il est maintenant admis qu'un emploi est constitué d'un certain nombre d'activités lesquelles requièrent, pour leur réalisation, la mobilisation de compétences professionnelles préalablement identifiées (On entend ici par compétences professionnelles la mise en œuvre, en situation professionnelle, de capacités et d'acquis en vue de réaliser avec succès une action dans un contexte déterminé.)
Cette définition de l'activité est modulée en ergonomie par la distinction sémantique suivante : pour obtenir la production demandée, un opérateur accomplit une tâche  réelle  souvent distincte de la tâche « prescrite » assignée (selon une procédure des services de méthodes). Dans cette perspective ergonomique, la tâche réelle prend le nom d'activité, alors que la tâche prescrite conserve le nom de tâche.
Dans un sens différent, une définition plus quantitative du terme d'activité peut être donnée : c'est le nombre d'opérations effectuées par unité de temps : QA = N/T, où QA est une mesure de l'activité du système considéré, et N le nombre d'opérations durant le fonctionnement T. Dans le monde du travail, cette définition de l'activité rejoint celle de productivité.